# インターナショナルプールツアー
インターナショナルプールツアー(International Pool Tour、IPT)は、ポケット・ビリヤードを性別、年齢、政治的問題を関わりのないメジャースポーツへ引き上げ、他の現代スポーツのレベルまで高めると共に参加者が試合に勝たなくても一定の収入を得られるようにすることをひとつの目的としてケビン・トルードー（en:Kevin Trudeau）が2005年に発足させたプロスポーツツアー。
IPTはナインボール競技ではなく、運の要素が少なく、なおかつ全般的な技術が要求されるエイトボール競技で行われる。これは観客が見てすぐに判るゲームであり、ナインボールよりも頭を使うことが要求されることが選定理由である。従って、競技の選定はプレイヤー向けではなく、ゲーム性や戦略がテレビ向けであり、対戦を見て楽しめるものであるというプロモーション面から選定されている。これに関してケビン・トルードーはIPTを通じて視聴率の高いテレビ番組を作っているのであり、トーナメントを運営しているのではないとCUE'S誌上で語った。また、ツアー内で行われる大会は将来的にオンライン・ギャンブルの対象とするようなビジネス・モデルが採用された。

## 特徴
IPTのキャッチコピーは“Real Pool,Real Rules,Real Money”である。これはWPAが主催する世界ナインボール選手権等の世界選手権とは異なる特徴があることを示している。
Real Pool
「誰でも天才プレイヤーに見える」というテーブルコンディションを嫌い、より技術力が試されるコンディションを採用した。これはケビン・トルードーの意識をビリヤードへ向けるきっかけとなった人物、マイク・シーゲルが影響を与えている。
ラシャは毛羽立ちがあり、強いストロークで撞くことが求められるゴリーナ社製のものが採用され、ポケットの幅はボール1.8～1.9個分と狭くしたダイヤモンド社製のテーブルを使用、そしてサルド・タイト・ラックにより正確に組まれたラックによって公平性が確保される。
また、ブレイクエースを有効としているが、ブレイクボックスを採用し、故意にブレイクエースを狙うことができるセカンドボール(2列目のボール)に対するブレイクショットを禁止した。
Real Rules
IPTに参加する資格は生涯会員フィーの899ドルおよび各大会やイベントへ参加するためのエントリフィーを支払うことであり、プロ・アマチュアの制限はなく、性別も不問である。
出場する選手にはドレスコードなどが参加ルールとして指定される。この参加ルールに従わなかった場合は罰則が与えられる。例えば指定のジャケットを着用しなかったなどドレスコードにそぐわない格好で会場入りした場合や、試合のない日にプレイヤーズ・ラウンジへ来た場合には罰則金を支払うことが求められる。また、試合開始時に所定のテーブルに現れなかった場合もゲームに対して罰が与えられ、第1ラウンドでは失格、第2ラウンドでは2分経過ごとに相手に対して1ゲーム分のポイントが与えられる。
競技ルールではジャンプキューやフェノリック・ティップ(先角一体型樹脂ティップ)の使用が禁止された。これらの用具を会場へ持ってきた場合、その場で失格となる。これらの用具はポケットビリヤードの攻守のバランスを変質させたり、高い技術を持ったプレイヤーを相対的に不利にするものと考えるプレイヤーが多いためである。
トーナメントはより実力差が出やすいラウンドロビン方式で行われる。また、個別に得点率が算出され、リーグ内での勝敗を分けることがある。そのため仮に負けるとしてもより1ゲーム多く取ることがプレイヤーには求められる。
Real Money
IPT以前のビリヤードの試合では賞金額が低く、トーナメントプロとして生活していくことが非常に困難であった。そこで、IPTではビリヤード史上で類をみない高額な賞金を提供し、スポーツ選手の一人として活躍できる程度の賞金を与え、ツアーメンバである限り一定の収入を得られるようになる。また、それ以外にも予選を勝ち残れば決勝が開催されるラスベガスへの旅費と宿泊費はIPTが負担するという特典がある。ただしエントリー費も高額とある。例えば、2006年に開催された予選ラウンドでは2000ドルであった。

## 来歴
2005年、IPTが設立された。初年度はポケット・ビリヤード史上最高額となる500万ドルもの資金を提供した。IPTの開始に伴い、創始者であるケビン・トルードーがプール業界から初めて受けた連絡はWPAのイアン・アンダーソン会長からのもので「15万ドル支払えば公認する」という手厳しいものだった。他にも妙な噂が広がったり、他の組織からの警告を受けたといわれる。ツアーディレクターであるデノ・アンドリューズはCUE'Sのインタビューにおいて「IPTは一切政治的な紛争、論争、駆け引きなどには関わらない」と回答した。
2005年8月20日、スペシャル・プレイベントとして男子プレイヤー対女子プレイヤーのチャレンジマッチが開催され、TVで放映された。対戦するプレイヤーは幾度となく世界チャンピオンとなった経験のあるマイク・シーゲルと、13歳という若さで世界チャンピオンを獲得したことがあるロリー・ジョーンズの2人が選ばれた。当初の企画では女性プレイヤーはアリソン・フィッシャーが予定されていたが、WPBAとの交渉で折り合いがつかずロリー・ジョーンズへ変更となった。このチャレンジマッチの賞金はケビン・トルードーのポケットマネーから捻出され、勝者のマイク・シーゲルに15万ドル、敗者となったロリー・ジョーンズにも7万5千ドルという賞金が支払われた。
2005年12月、IPTプレイベント「キング・オブ・ザ・ヒル」が開催された。キング・オブ・ザ・ヒルは4日間に渡る対戦が行われた。プレイヤーはフランシスコ・ブスタマンテ、マーロン・マナロ、ジョニー・アーチャー、ミカ・イモネン、ニック・バーナー、エフレン・レイズが参加した。エフレン・レイズは全日本選手権に出場した後、飛行機で駆けつけホール・オブ・フェイマーに与えられるシード権により3日目からの参戦となった。ラウンドロビンをすべて消化した結果、エフレン・レイズが4勝1敗という成績を上げファイナルへの進出を果たした。ファイナルでは前回イベントの勝者で暫定キングとなっていたマイク・シーゲルと1セット8ゲームの2セット先取による対戦を行い、エフレン・レイズが8-0、8-5とマイク・シーゲルを圧倒し優勝賞金20万ドルを獲得した。敗者のマイク・シーゲルには半額の10万ドルが支払われた。
2006年7月、IPTが本格的に始動した。アメリカのラスベガスにおいてIPT第1戦「IPTノースアメリカン・オープン・エイトボール・チャンピオンシップ」が開催され、トーステン・ホーマンがマーロン・マナロを破り35万ドルの優勝賞金を獲得した。
2006年9月、第2戦「IPTワールド・オープン・エイトボール・チャンピオンシップ」が開催され、エフレン・レイズがロドニー・モリスを破り、ポケットビリヤード史上最高額となる50万ドルの優勝賞金を獲得した。この第2戦では樹脂ティップのブレイクキューを持ち込んだことにより、3名のプレイヤーが失格・退場させられている。また、第2戦と並行して翌年のツアーにフル出場できる権利をかけた「IPTツアーカード・トーナメント・クォリファイアズ」が開催された。この大会は2006年の賞金ランキング101以下から50名、全世界で行われる予選を勝ち抜いた200名がメインリーグと同フォーマットで戦い、その上位50名が翌年のツアーメンバとして加わるような形になっている。IPTは2007年ツアーメンバに1年間で最低10万ドル程度の収入を保証する旨をアナウンスした。
2006年10月、イギリスでの予定されていた第3戦「IPTプレイヤーズ・エイトボール・チャンピオンシップ」が中止となった。中止された理由は会場のスペースが足りなかった(IPT開催には6-7万平方フィートを要する)こと、ヨーロッパのTV放映番組ユーロ・スポーツが同時期に開催されるテニスの全米オープンを放映するため番組編成の都合がつかず、第3戦の内容をTV放映することが難しい状況となったためである。一部ではIPTの今後が懸念されたが、ケビン・トルードーは参加予定の全選手に最低保証賞金3000ドルを支払うことを明言した。
この時点で第2戦の賞金が事務手続き上の不備により支払いが遅れていた。支払いが遅れている理由はホー・カジノ社との合併手続きを行っているためであるとケビン・トルードーはプレイヤー宛てにメールを送信(2006年10月5日)して説明したが、同月16日には賞金の支払いと合併の発表はもう少し時間がかかるという旨の内容でメールを送信した。さらに2007年のツアーを実現させるために第2戦の賞金は1/3しか支払えないという通達がIPTより行われたことにより、「IPTは破産した」「詐欺ではなかったのか」というデマや噂が流れ、インターネット上でも酷い書き込みが行われることとなった。翌11月に入るとケビン・トルードーは第2戦の賞金を100%支払うことを宣言したが、分割払いとされた。
2006年10月末、シカゴで行われる予定であった第3戦(本来の第4戦)、キング・オブ・ザ・ヒル、2007年のメンバー決定戦を延期する旨がIPTより通達された。延期の理由は米国愛国者法(反テロ法)の影響を受けてオンラインカジノの運営が規制を受けたためで、同法により外国への送金を厳しく監査されるようになったことに端を発している。このような規制を受け、ホー・カジノ社との合併手続きが一時休止となり、スポンサーからの投資が一時停止されたことから、IPTはプランを抜本的に見直す必要が生じた。ケビン・トルードーは賞金を全額支払い、2007年にはツアーを再開するという宣言を行ったが、ラスベガスへの旅費および宿泊費などをIPTが負担するという特典は修正する可能性があることを示唆した。このような延期や賞金の支払い遅延により影響を受けたプレイヤーも現れた。例えば、IPTに出場するために借金をした選手は賞金が支払われなかったことにより住居をなくし無一文となった。また別の選手はツアーに参加することでプロ選手として飯が食っていけると考えて仕事を辞めたがIPTの停滞により路頭に迷ってしまった。
2007年、インターネット中継の試験を兼ね、チャレンジマッチの動画を数度に渡ってビデオ・オン・デマンドで提供した(無料)。また、過去の試合は月額視聴料を支払うことで視聴することが可能となった。